# Sonja Nielsen
Sonja Nielsen er tidligere dansk atlet medlem af FIF Hillerød. Dansk mester i længdespring 1958.

## Danske mesterskaber
- Guld 1958 Længdespring 5,28

## Personlige rekord
- Længdespring :